# Phyllachora bella
Phyllachora bella är en svampart som beskrevs av Syd. 1937. Phyllachora bella ingår i släktet Phyllachora och familjen Phyllachoraceae.   Inga underarter finns listade i Catalogue of Life.